# Parque Nacional El Palmar
Parque Nacional El Palmar är en nationalpark i Argentina.   Den ligger i provinsen Entre Ríos, i den östra delen av landet, 300 km norr om huvudstaden Buenos Aires. Arean är 8 500 kvadratkilometer.
Trakten runt Parque Nacional El Palmar består i huvudsak av gräsmarker. Runt Parque Nacional El Palmar är det ganska glesbefolkat, med 21 invånare per kvadratkilometer.